# Liga ETE 2020
La temporada 2020 de la Liga ETE fue la tercera edición desde que se iniciara la competición de traineras organizada por la Asociación de Traineras de Mujeres en 2018. Compitieron 9 equipos encuadrados en un único grupo. La temporada regular comenzó el 11 de julio en Pasajes de San Juan (Guipúzcoa) y terminó el 30 de agosto en Castro-Urdiales (Cantabria). Posteriormente, se disputaron los play-off para el ascenso a la Liga ACT femenina.

## Sistema de competición
La competición consta de una temporada regular de 12 regatas. Una vez finalizada, se disputa un play-off de ascenso a la Liga ACT femenina entre la última clasificada de dicha competición, las dos primeras de la Liga ETE y la primera de la Liga LGT femenina.
Las regatas de disputaron en tandas en líneas con cuatro o cinco calles excepto la bandera de Tolosaldea que se compitió en modalidad contrarreloj. En todos los casos la distancia a bogar en cada regata fue de 1.5 millas náuticas que equivalen a 2778 metros.

## Calendario

### Temporada regular
Debido a la pandemia de la COVID-2019, se redujo el número tanto de regatas así como de sedes en las que se disputaron. Las siguientes regatas tuvieron lugar en 2020.
| Orden | Regata                                           | Fecha        | Hora  | Localidad           | Provincia |
| ----- | ------------------------------------------------ | ------------ | ----- | ------------------- | --------- |
| 1     | I Bandera de Tolosaldea                          | 11 de julio  | 18:15 | Pasajes             | Guipúzcoa |
| 2     | 700 aniversario del Ayuntamiento de Rentería     | 19 de julio  | 11:00 | Guetaria            | Guipúzcoa |
| 3     | II Bandera de Zumaya                             | 25 de julio  | 11:00 | Guetaria            | Guipúzcoa |
| 4     | IV Bandera Adegi                                 | 26 de julio  | 11:00 | Pasajes de San Juan | Guipúzcoa |
| 5     | XXXVI Bandera de Ondárroa-Premio Itsaskorda      | 8 de agosto  | 11:00 | Guetaria            | Guipúzcoa |
| 6     | III Bandera de San Juan de Luz                   | 9 de agosto  | 18:00 | Guecho              | Vizcaya   |
| 7     | Jornada 7                                        | 15 de agosto | 17:00 | Santander           | Cantabria |
| 8     | I Bandera Rosmi                                  | 16 de agosto | 17:00 | Santander           | Cantabria |
| 9     | V Bandera Femenina de Bilbao                     | 22 de agosto | 18:00 | Guecho              | Vizcaya   |
| 10    | XIII Bandera de Erandio                          | 23 de agosto | 18:00 | Guecho              | Vizcaya   |
| 11    | I Bandera del comercio y la hostelería de Castro | 29 de agosto | 11:00 | Castro-Urdiales     | Cantabria |
| 12    | XLVIII Bandera Ciudad de Castro-Urdiales         | 30 de agosto | 11:00 | Castro-Urdiales     | Cantabria |

### Play-off de ascenso a Liga ACT
| Orden | Regata      | Fecha         | Hora  | Provincia |
| ----- | ----------- | ------------- | ----- | --------- |
| 1     | Bermeo      | 19 septiembre | 18:20 | Vizcaya   |
| 2     | Portugalete | 20 septiembre | 11:40 | Vizcaya   |

## Traineras participantes
| Equipo            | Nombre de la Trainera | Patrona                               | Localidad           | Provincia |
| ----------------- | --------------------- | ------------------------------------- | ------------------- | --------- |
| Lutxana           | Ederra                | Iratxe Ortiz de Pinedo, Leire Tremiño | Erandio             | Vizcaya   |
| Deusto            | Tomatera              | Zuberoa Egurrola                      | Bilbao              | Vizcaya   |
| Isuntza           | Lekittarra            | Irati Zendoia                         | Lequeitio           | Vizcaya   |
| Ondarroa-Cikautxo | Antiguako Ama         | Nagore Osoro, Nagore Legarra          | Ondárroa            | Vizcaya   |
| Zumaia            | Telmo Deun            | Eneritz Díez                          | Zumaya              | Guipúzcoa |
| Tolosaldea        | Tolosaldea            | Laiene Izagirre, Aiora Sorozabal      | Tolosa              | Guipúzcoa |
| San Juan          | Batelerak             | Maider Echaniz                        | Pasajes de San Juan | Guipúzcoa |
| Hibaika           | Madalen               | Inge Ugarte, Zuriñe Alberdi           | Rentería            | Guipúzcoa |
| Lapurdi           | Xubero                | Joana Halsouet                        | San Juan de Luz     | Francia   |

Los clubes participantes están ordenados geográficamente, de oeste a este.

### Equipos por provincia
| Provincia | N. | Equipos                                     |
| --------- | -- | ------------------------------------------- |
| Guipúzcoa | 4  | Hibaika, San Juan, Tolosaldea, Zumaia       |
| Vizcaya   | 4  | Deusto, Isuntza, Lutxana, Ondarroa-Cikautxo |
| Francia   | 1  | Lapurdi                                     |

### Ascensos y descensos
| Pos. | Clubes de temporada 2019 no inscritos |
| ---- | ------------------------------------- |
| 6.º  | Kaiku                                 |
| 8.º  | Hernani-Mitxelena Mekanizatuak        |
| 11.º | Colindres-Hercos                      |

| Pos. | Nueva inscripción |
| ---- | ----------------- |
| -    | Lutxana           |

     Descenso administrativo o desaparición.

     Nueva inscripción.

## Clasificación

### Temporada regular
A continuación se recoge la clasificación en cada una de las regatas disputadas.

#### Puntuaciones
Los puntos se reparten entre las nueve participantes en cada regata. 
| Posición | 1.º | 2.º | 3.º | 4.º | 5.º | 6.º | 7.º | 8.º | 9.º |
| -------- | --- | --- | --- | --- | --- | --- | --- | --- | --- |
| Puntos   | 9   | 8   | 7   | 6   | 5   | 4   | 3   | 2   | 1   |

| Pos. | Club              | Trainera      | 1 TOL | 2 REN | 3 ZUM | 4 ADE | 5 OND | 6 LUZ | 7 JOR | 8 ROS | 9 BIL | 10 ERA | 11 HOS | 12 CAS | Puntos |
| ---- | ----------------- | ------------- | ----- | ----- | ----- | ----- | ----- | ----- | ----- | ----- | ----- | ------ | ------ | ------ | ------ |
| 1    | Tolosaldea        | Tolosaldea    | 1     | 1     | 1     | 1     | 1     | 1     | 2     | 2     | 1     | 1      | 1      | 2      | 105    |
| 2    | Hibaika           | Madalen       | 5     | 7     | 2     | 5     | 5     | 3     | 3     | 1     | 2     | 3      | 2      | 4      | 78     |
| 3    | Zumaia            | Telmo Deun    | 2     | 4     | 5     | 6     | 2     | 4     | 1     | 3     | 4     | 5      | 4      | 3      | 77     |
| 4    | Ondarroa-Cikautxo | Antiguako Ama | 3     | 5     | 7     | 2     | 3     | 6     | 5     | 4     | 3     | 4      | 3      | 1      | 74     |
| 5    | Deusto            | Tomatera      | 6     | 3     | 4     | 4     | 4     | 5     | 4     | 5     | 5     | 2      | 6      | 6      | 66     |
| 6    | San Juan          | Batelerak     | 4     | 2     | 3     | 3     | 6     | 2     | 7     | 6     | 9     | 7      | 5      | 5      | 61     |
| 7    | Isuntza           | Lekittarra    | 7     | 8     | 6     | 7     | 7     | 8     | 6     | 8     | 6     | 6      | 7      | 7      | 37     |
| 8    | Lutxana           | Ederra        | 8     | 6     | 8     | 8     | 8     | 7     | 8     | 7     | 7     | 8      | 8      | 8      | 29     |
| 9    | Lapurdi           | Xubero        | 9     | 9     | 9     | DSQ   | 9     | 9     | 9     | 9     | 8     | 9      | 9      | COV    | 11     |

| Color     | Resultado                   |
| --------- | --------------------------- |
| Oro       | Ganadora                    |
| Plata     | Segunda                     |
| Bronce    | Tercera                     |
| Verde     | Puntuó                      |
| Negro     | DSQ - Descalificada         |
| Sin color | COV - Afectada por COVID-19 |

#### Palmarés
| Pos. | Club              | Victorias | Segundas | Terceras | Puntos | Ascenso o descenso  |
| ---- | ----------------- | --------- | -------- | -------- | ------ | ------------------- |
| 1    | Tolosaldea        | 9         | 3        | -        | 105    | Play-off de ascenso |
| 2    | Hibaika           | 1         | 3        | 3        | 78     | Play-off de ascenso |
| 3    | Zumaia            | 1         | 2        | 2        | 77     |                     |
| 4    | Ondarroa-Cikautxo | 1         | 1        | 4        | 74     |                     |
| 5    | Deusto            | -         | 1        | 1        | 66     |                     |
| 6    | San Juan          | -         | 2        | 2        | 61     |                     |
| 7    | Isuntza           | -         | -        | -        | 37     |                     |
| 8    | Lutxana           | -         | -        | -        | 29     |                     |
| 9    | Lapurdi           | -         | -        | -        | 11     |                     |

### Play-off de ascenso a Liga ACT
Los puntos se reparten entre las cuatro participantes en cada regata.
| Posición | 1.º | 2.º | 3.º | 4.º |
| -------- | --- | --- | --- | --- |
| Puntos   | 4   | 3   | 2   | 1   |

| Pos. | Club                           | Trainera         | 1 BER | 2 POR | Puntos |
| ---- | ------------------------------ | ---------------- | ----- | ----- | ------ |
| 1    | Hondarribia-Bertako Igogailuak | Ama Guadalupekoa | 1     | 2     | 7      |
| 2    | Hibaika                        | Madalen          | 3     | 1     | 6      |
| 3    | Tolosaldea                     | Tolosaldea       | 2     | 3     | 5      |
| 4    | Cabo da Cruz                   | Cabo da Cruz     | 4     | 4     | 2      |